# Robert Smith (Politiker, 1802)

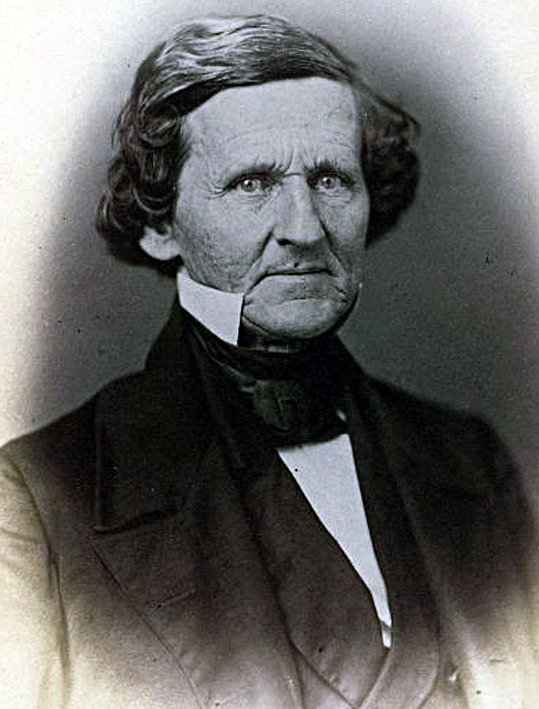
Robert Smith (1859)

Robert Smith (* 12. Juni 1802 in Peterborough, New Hampshire; † 21. Dezember 1867 in Alton, Illinois) war ein US-amerikanischer Politiker. Zwischen 1843 und 1849 sowie nochmals von 1857 bis 1859 vertrat er den Bundesstaat Illinois im US-Repräsentantenhaus.

## Werdegang
Robert Smith war der Neffe der Kongressabgeordneten Jeremiah Smith (1759–1842) und Samuel Smith (1765–1842), wobei Jeremiah Smith zudem noch Gouverneur von New Hampshire war. Er besuchte die öffentlichen Schulen seiner Heimat und die New Ipswich Academy. Danach unterrichtete er für einige Zeit als Lehrer. Seit 1823 war er in Northfield im Handel und der Textilindustrie tätig. Nach einem anschließenden Jurastudium und seiner Zulassung als Rechtsanwalt begann er in Alton im Bundesstaat Illinois, wo er seit 1832 lebte, in diesem Beruf zu praktizieren. Außerdem arbeitete er weiterhin im Handel. Ebenfalls 1832 wurde er Hauptmann der Staatsmiliz von Illinois. Smith wurde Besitzer von großen Ländereien und begann sich auch in der Immobilienbranche zu betätigen. Politisch wurde er Mitglied der Demokratischen Partei. Zwischen 1836 und 1840 saß er im Repräsentantenhaus von Illinois.
Bei den Kongresswahlen des Jahres 1842 wurde Smith im ersten Wahlbezirk von Illinois in das US-Repräsentantenhaus in Washington, D.C. gewählt, wo er am 4. März 1843 die Nachfolge von John Reynolds antrat. Nach zwei Wiederwahlen konnte er bis zum 3. März 1849 drei Legislaturperioden im Kongress absolvieren. Diese waren von den Ereignissen des Mexikanisch-Amerikanischen Krieges geprägt. Seit 1847 vertrat er seinen Distrikt als unabhängiger Demokrat. Zwischen 1845 und 1847 war er Vorsitzender des Ausschusses für Straßen und Kanäle.
Im Jahr 1856 wurde Smith als Demokrat im achten Bezirk seines Staates erneut in den Kongress gewählt, wo er am 4. März 1857 James Morrison ablöste. Bis zum 3. März 1859 absolvierte er eine weitere Legislaturperiode im Parlament, die von den Ereignissen im Vorfeld des Bürgerkrieges bestimmt war. In dieser Zeit war er Vorsitzender des Committee on Mileage. Während des Bürgerkrieges war er als Zahlmeister der Unionsstreitkräfte tätig. Er starb am 21. Dezember 1867 in Alton, wo er auch beigesetzt wurde.